# Радикальні феї

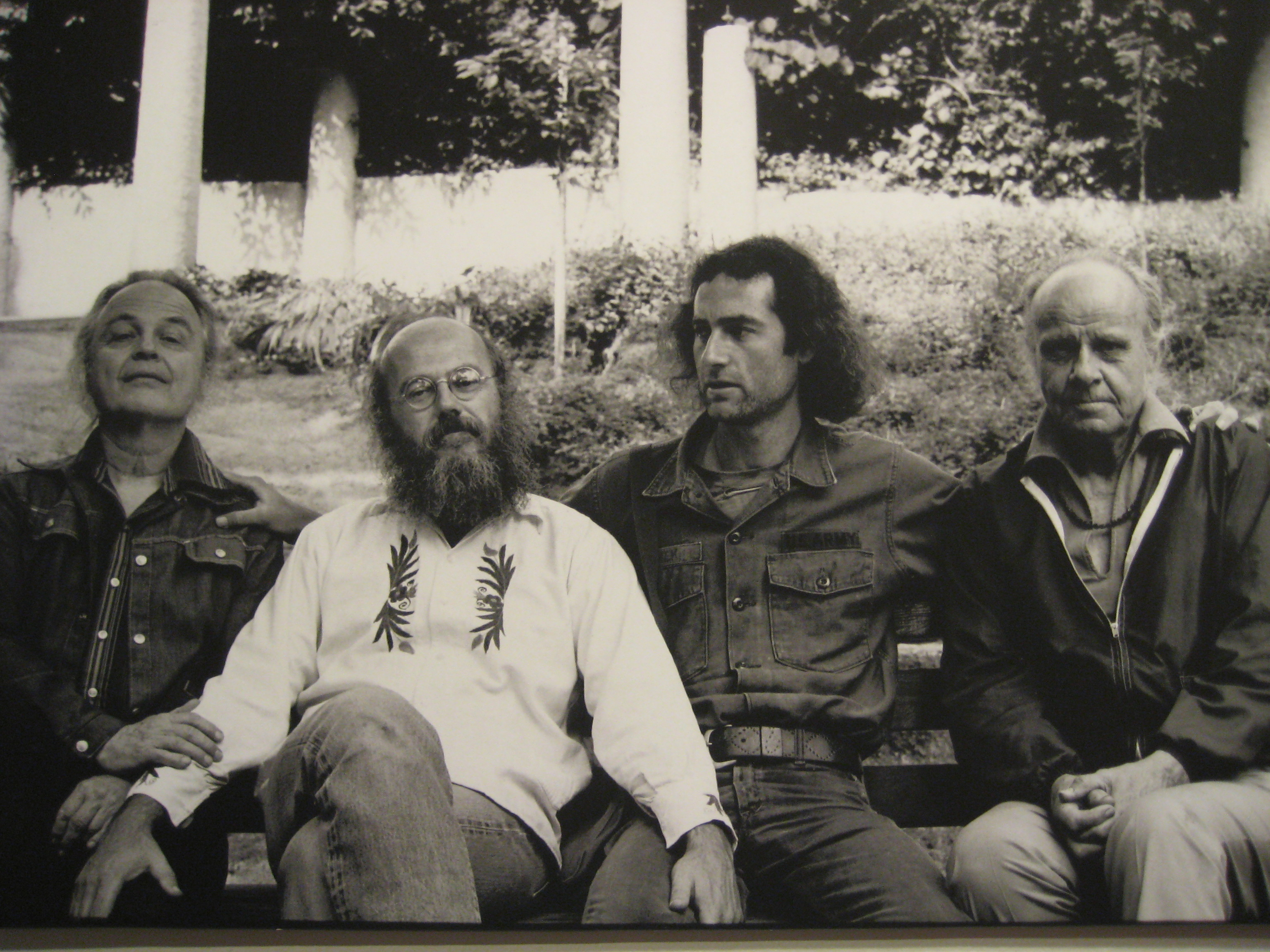
Засновники Радикальних фей (зліва) Джон Бернсайд, Дон Кілгефнер, Мітч Вокер і Гаррі Гей

Радикальні феї (англ. Radical Faeries) — вільно афілійоване співтовариство та контркультурний рух, що прагне перегляду квір-ідентичності за допомогою світської духовності. Рух іноді розглядається як форма неоязичництва, включає також елементи анархізму та екоактивізму.
Відкидаючи гетеро-наслідування, рух радикальних феїв виник під час сексуальної революції 1970-х років серед геїв у США. Рух розширювався спільно з рухом за права геїв, кинувши виклик комерціалізації та патріархальним аспектам сучасного життя ЛГБТК+ та розвиваючи еклектичні ідеї та ритуали. Радикальні феї, як правило, орієнтовані на повну незалежність, виступають проти істеблішменту і залучені до своєї спільноти .
Рух було засновано в Каліфорнії в 1979 році гей-активістами Гаррі Геєм та Доном Кілгефнером. Під впливом спадщини контркультури 1960-х вони провели першу Духовну конференцію радикальних фей в Аризоні у вересні 1979 року. Було сформовано регіональні кола фей та організовано інші великі місцеві збори. Кілгефнер і пізніший ключовий учасник Мітч Вокер вийшли з організації Гея в 1980 році, рух продовжував зростати і став міжнародним співтовариством незабаром після других зборів в 1980 році.
Радикальні феї поєднують широкий спектр гендерних ідентичностей та сексуальних орієнтацій. Святилища та збори руху, як правило, відкриті для всіх, хоча деякі збори, як і раніше, зосереджені на індивідуальному духовному досвіді геїв, які спільно створюють тимчасові автономні зони. Святилища фей адаптують сільський спосіб життя та екологічно нешкідливі способи використання сучасних технологій як частину творчого самовираження . Співтовариства радикальних фей іноді надихаються автентичними, місцевими чи традиційними духовними традиціями, особливо тими, які включають гендер-квір елементи .
Належать до еклектичного неоязичництва  в рамках поділу неоязичницьких рухів на еклектизм та реконструкціонізм.